# Červená Lhota
Červená Lhota (in tedesco Rotlhota) è un comune della Repubblica Ceca facente parte del distretto di Třebíč, nella regione di Vysočina.